# Chapelle du collège de Normandie
La chapelle du collège de Normandie est une chapelle catholique située à Mont-Cauvaire, en France. Elle est inscrite au titre des monuments historiques depuis 1975.

## Localisation
L'édifice est situé lieu-dit Domaine du Fossé.

## Historique
Le collège de Normandie est fondé en 1902 par des industriels et commerçants rouennais désireux de transposer en France les public schools.
La chapelle est construite en 1930 et l'architecte est Pierre Chirol.
L'édifice est inscrit au titre des monuments historiques par arrêté du 15 janvier 1975.

## Description
L'édifice est bâti en bois, brique et béton armé.